# Amelia County
Amelia County ist ein County im Bundesstaat Virginia der Vereinigten Staaten. Bei der Volkszählung im Jahr 2020 hatte das County 13.265 Einwohner und eine Bevölkerungsdichte von 14,4 Einwohnern pro Quadratkilometer. Der Verwaltungssitz (County Seat) ist Amelia Court House.

## Geographie
Amelia County liegt etwas östlich des geographischen Zentrums von Virginia und hat eine Fläche von 929 Quadratkilometern, wovon 5 Quadratkilometer Wasserfläche sind. Es grenzt im Uhrzeigersinn an folgende Countys: Powhatan County, Chesterfield County, Dinwiddie County, Nottoway County, Prince Edward County und Cumberland County.

## Geschichte
Gebildet wurde es 1734 aus Teilen des Brunswick County und des Prince George County. Benannt wurde es nach Prinzessin Amalia Sophia von Großbritannien. Während des Bürgerkrieges verbrachten General Robert E. Lee und seine Armee den 4. und 5. April 1865 in Amelia vor ihrem Aufeinandertreffen mit General Ulysses S. Grant und der Kapitulation bei Appomattox Court House am 9. April 1865.
Das County ist nach der britischen Prinzessin Amelie Sophie, der Tochter Georg II. benannt.

## Demografische Daten
Nach der Volkszählung im Jahr 2000 lebten im Amelia County 11.400 Menschen. Davon wohnten 106 Personen in Sammelunterkünften, die anderen Einwohner lebten in 4.240 Haushalten und 3.175 Familien. Die Bevölkerungsdichte betrug 12 Einwohner pro Quadratkilometer.13265 Ethnisch betrachtet setzte sich die Bevölkerung zusammen aus 70,57 Prozent Weißen, 28,05 Prozent Afroamerikanern, 0,28 Prozent amerikanischen Ureinwohnern, 0,17 Prozent Asiaten, 0,02 Prozent Bewohnern aus dem pazifischen Inselraum und 0,25 Prozent aus anderen ethnischen Gruppen; 0,67 Prozent stammten von zwei oder mehr ethnischen Gruppen ab. 0,80 Prozent der Bevölkerung waren spanischer oder lateinamerikanischer Abstammung.

Alterspyramide des Amelia County

Von den 4.240 Haushalten hatten 32,8 Prozent Kinder und Jugendliche unter 18 Jahre, die bei ihnen lebten. 59,1 Prozent waren verheiratete, zusammenlebende Paare, 11,4 Prozent waren allein erziehende Mütter, 25,1 Prozent waren keine Familien, 20,7 Prozent waren Singlehaushalte und in 8,1 Prozent lebten Menschen im Alter von 65 Jahren oder darüber. Die Durchschnittshaushaltsgröße betrug 2,66 und die durchschnittliche Familiengröße lag bei 3,07 Personen.
Auf das gesamte County bezogen setzte sich die Bevölkerung zusammen aus 25,3 Prozent Einwohnern unter 18 Jahren, 6,7 Prozent zwischen 18 und 24 Jahren, 29,2 Prozent zwischen 25 und 44 Jahren, 25,4 Prozent zwischen 45 und 64 Jahren und 13,3 Prozent waren 65 Jahre alt oder darüber. Das Durchschnittsalter betrug 38 Jahre. Auf 100 weibliche Personen kamen 97,3 männliche Personen. Auf 100 Frauen im Alter von 18 Jahren oder darüber kamen statistisch 94,2 Männer.
Das jährliche Durchschnittseinkommen eines Haushalts betrug 40.252 USD, das Durchschnittseinkommen der Familien betrug 47.157 USD. Männer hatten ein Durchschnittseinkommen von 32.315 USD, Frauen 23.102 USD. Das Prokopfeinkommen betrug 18.858 USD. 8,4 Prozent der Bevölkerung und 6,7 Prozent der Familien lebten unterhalb der Armutsgrenze. Darunter waren 7,1 Prozent der Kinder und Jugendlichen unter 18 Jahren und 11,7 Prozent der Senioren ab 65 Jahren.